# 白點下鈎鯰
白點下鈎鯰，為輻鰭魚綱鯰形目甲鯰科的其中一種，為熱帶淡水魚，分布於南美洲委內瑞拉奧里諾科河上游、卡析檜河及黑河上游流域，體長可達12.6公分，棲息在岩石底質、流動快速的溪流底層水域，生活習性不明。

## 外部連結
維基物種上的相關：白點下鈎鯰